# Fiat Doblò
Fiat Doblò (Фіат Добло)  — компактний фургон, який представляє італійський автовиробник Fiat з 2000 року.

## Перше покоління (2000—2010)

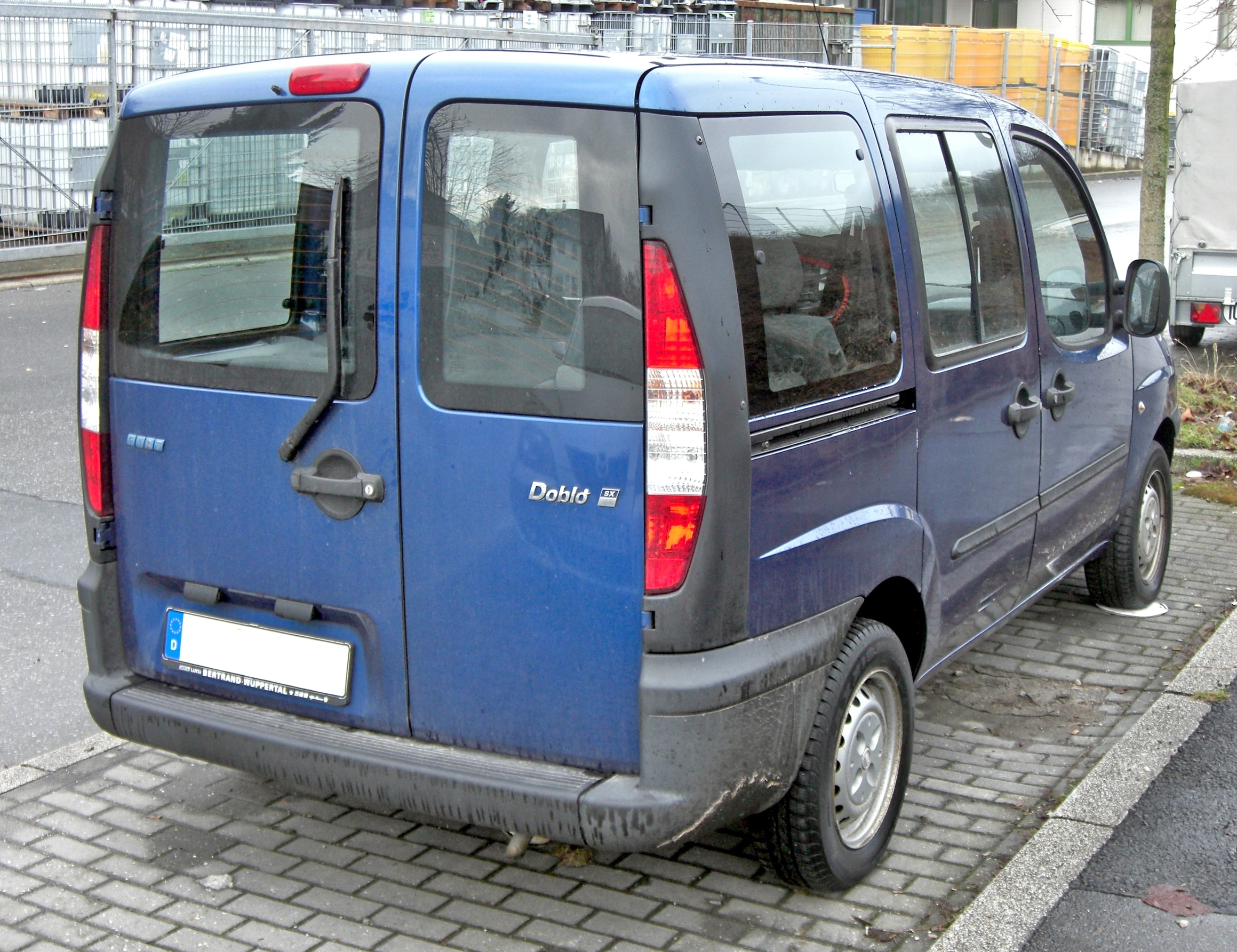
Fiat Doblò I (2000—2004)

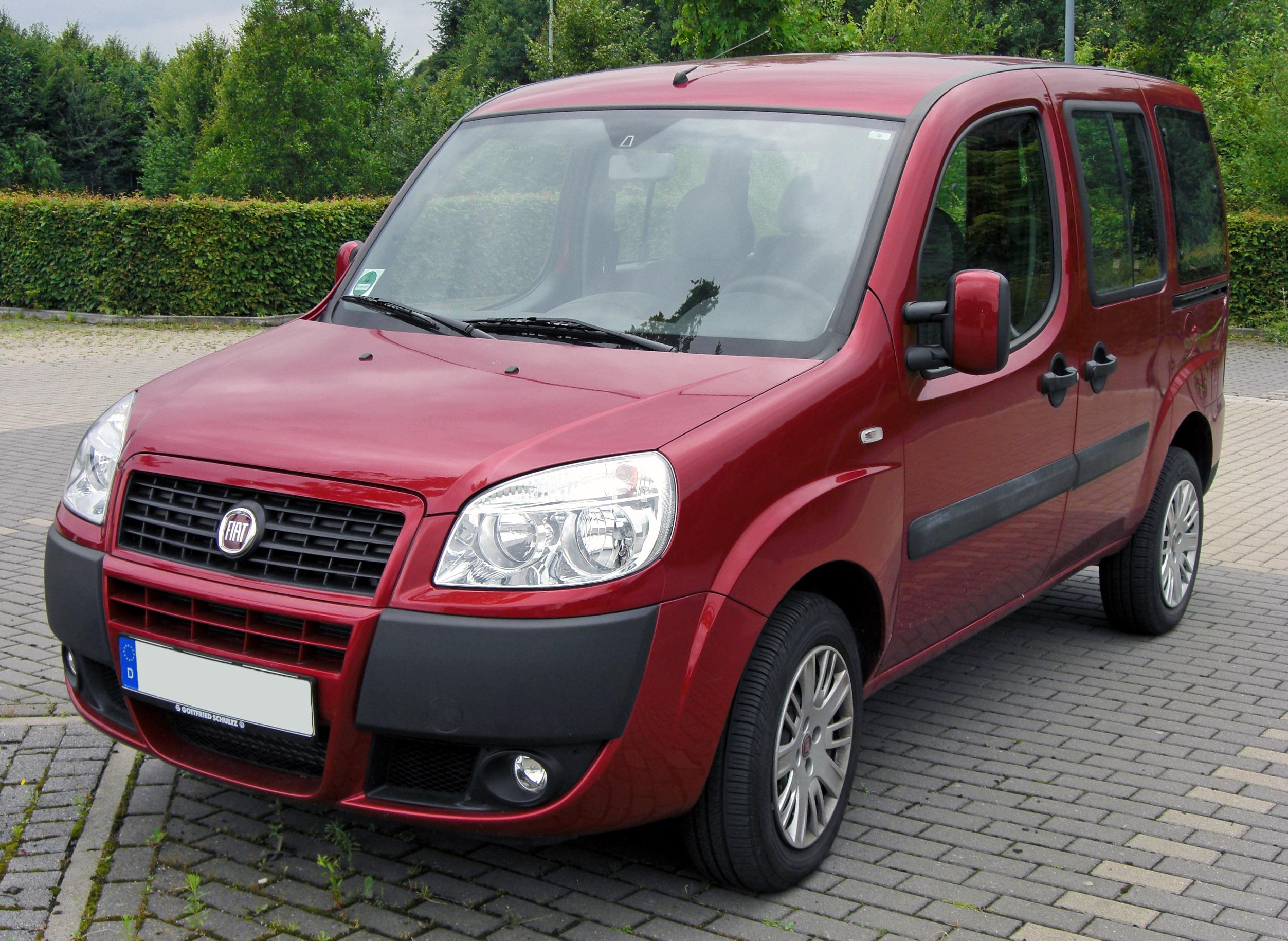
Fiat Doblò I (2004-)

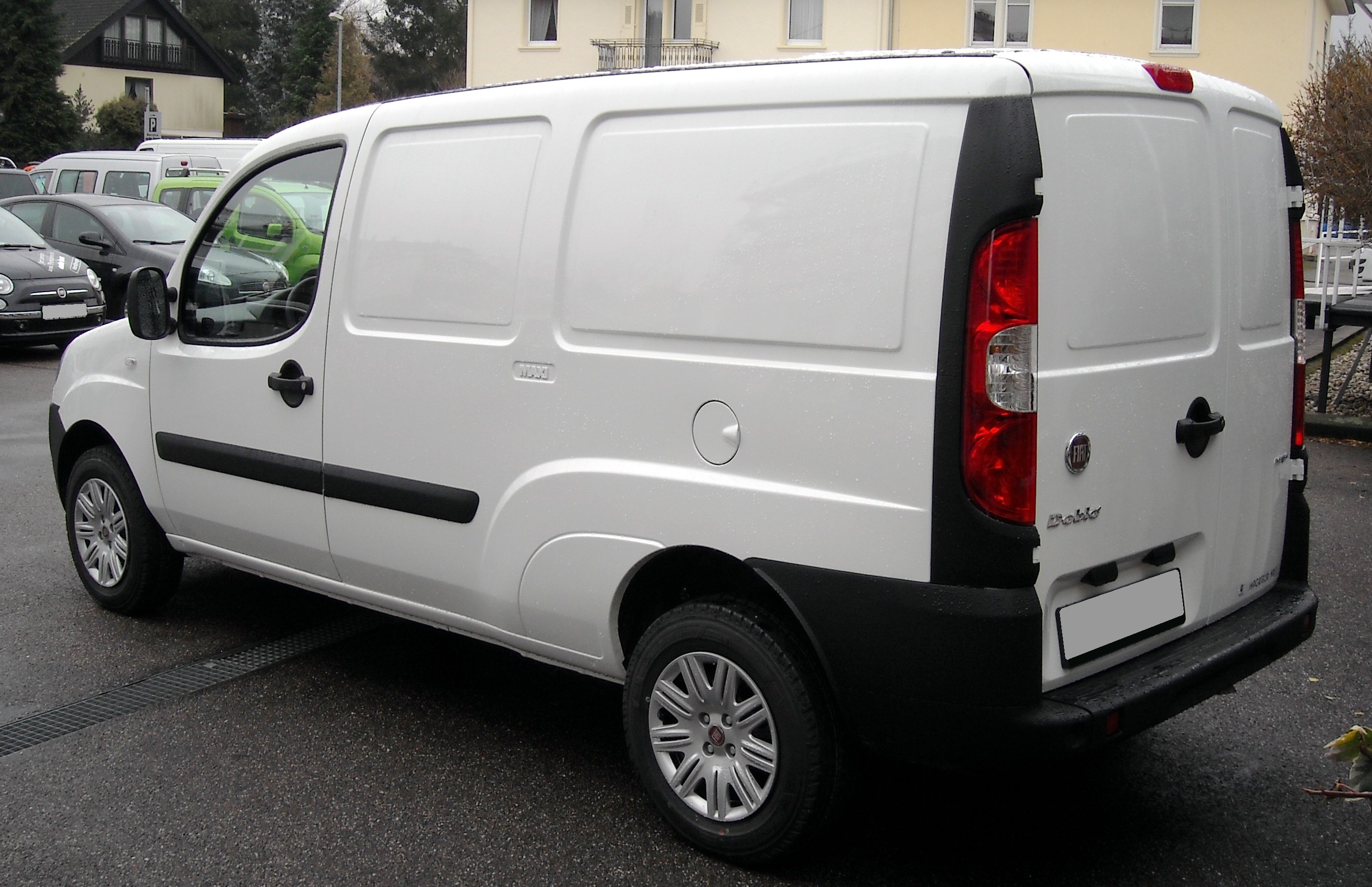
Fiat Doblò I Cargo Maxi (2004-)

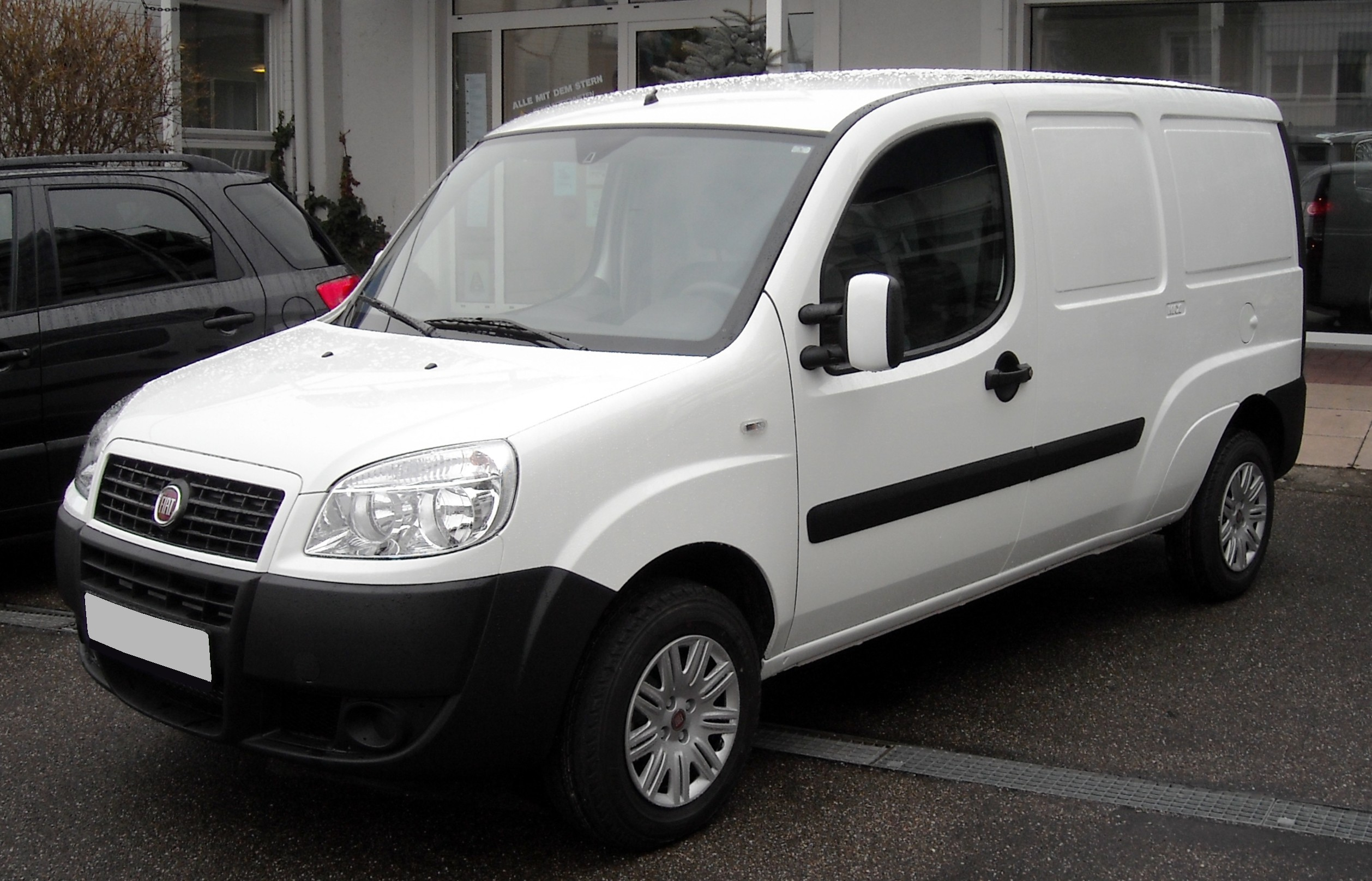
Fiat Doblò I Cargo Maxi (2004-)

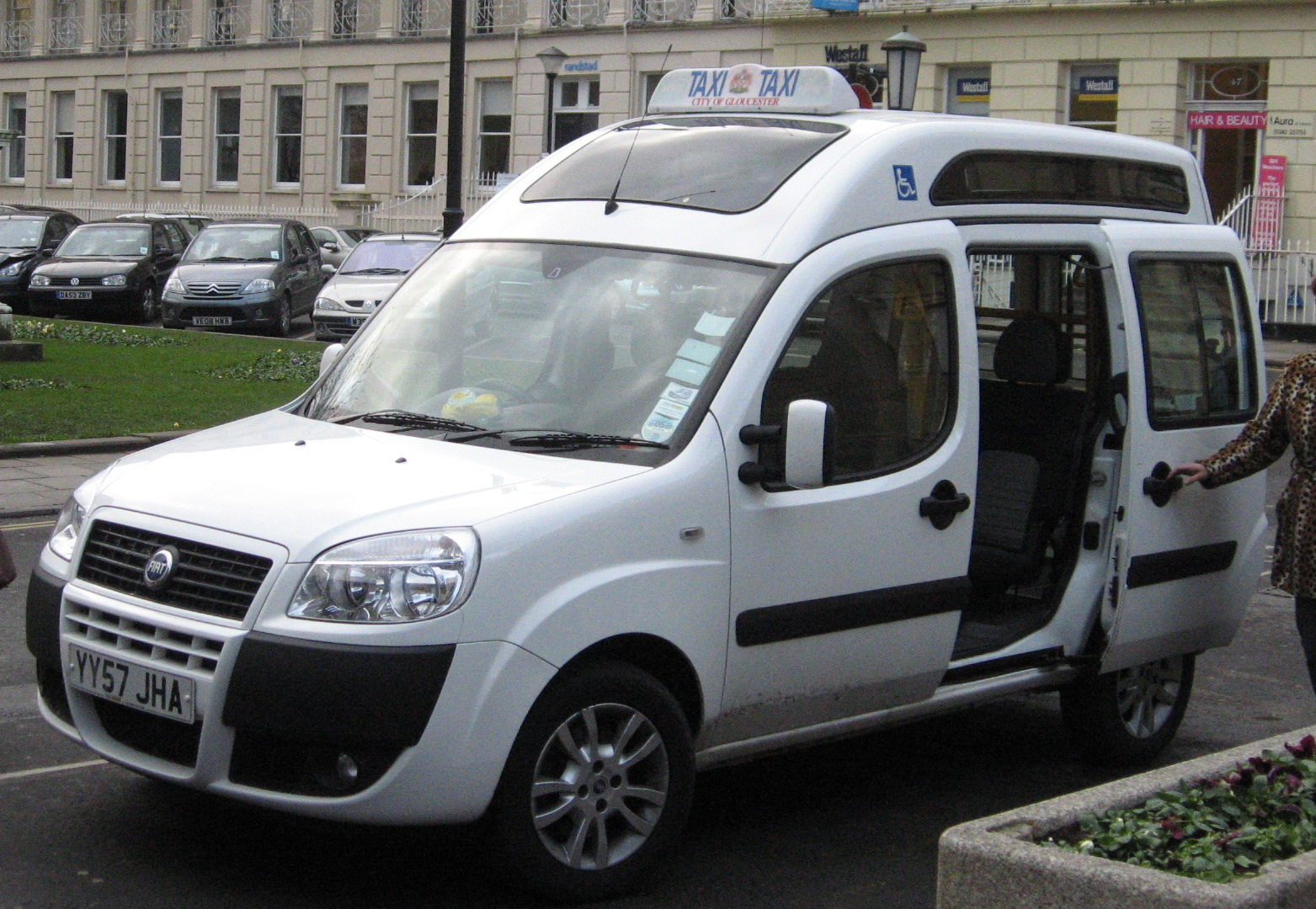
Fiat Doblò I з високим дахом (2004-)

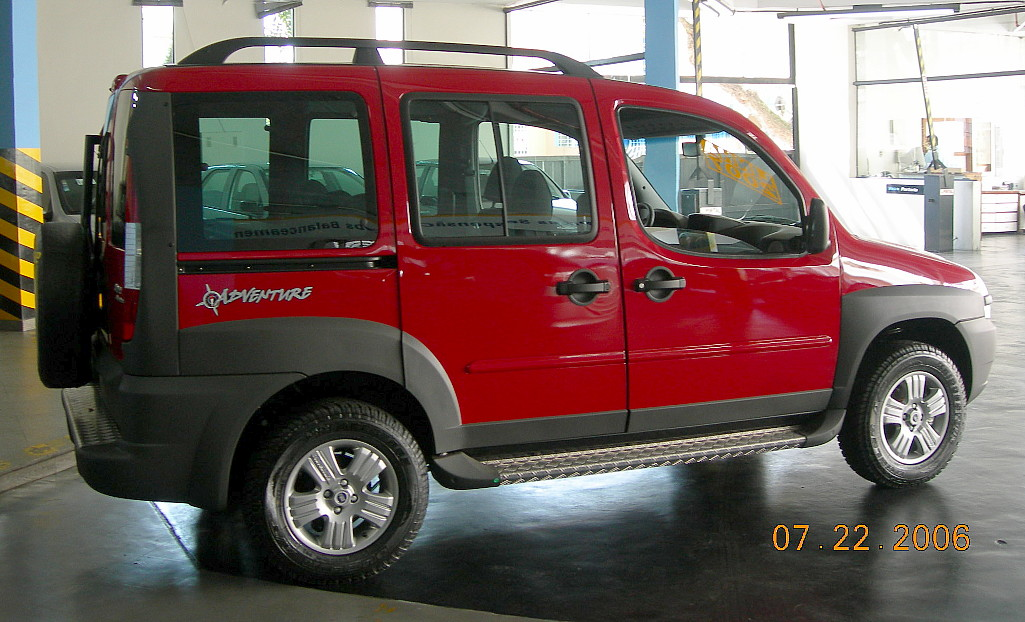
Fiat Doblò Adventure

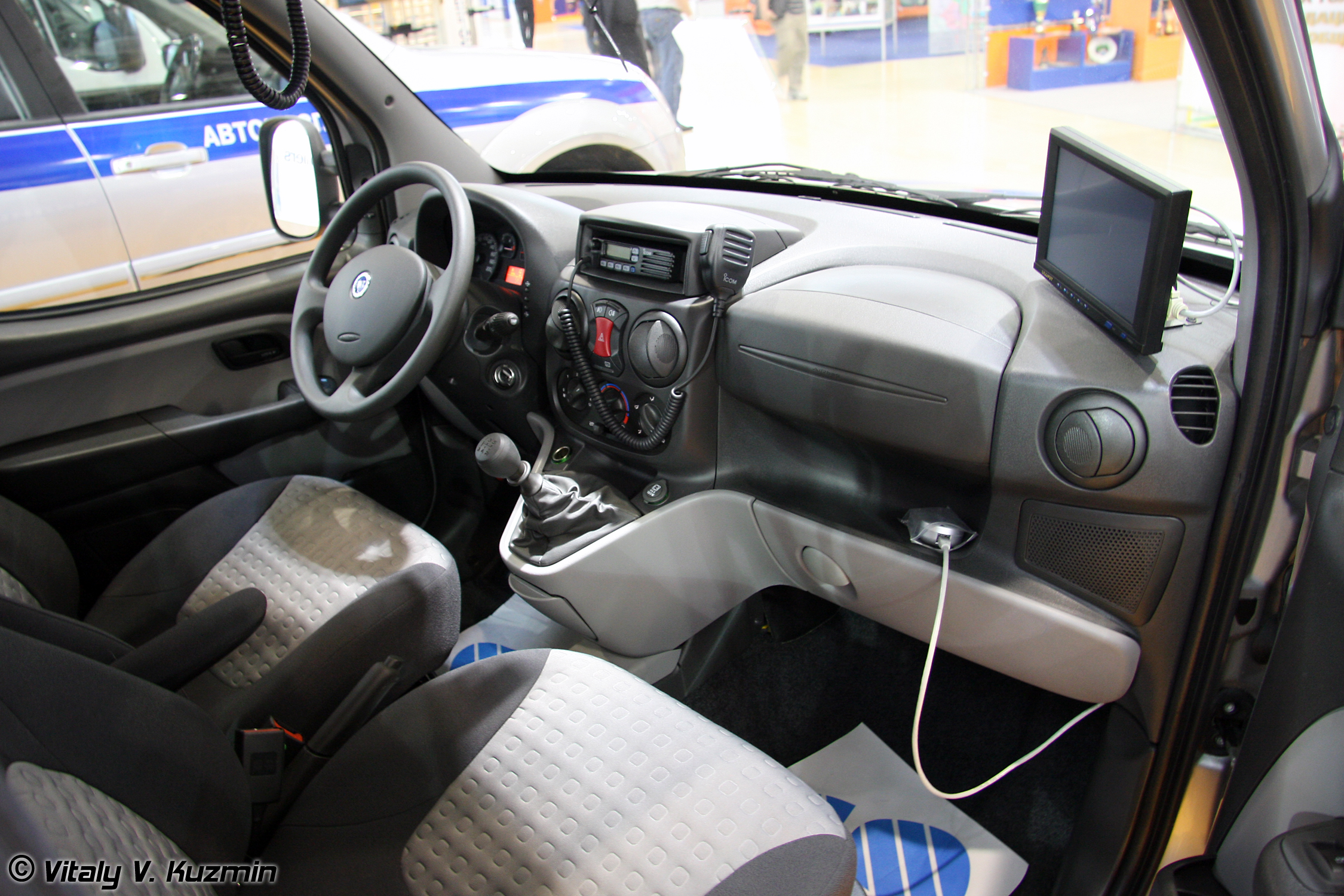

У компанії Fiat є стара традиція давати всім комерційним автомобіля назви старовинних монет: Ducato — дукат, Fiorino — флорин, а Doblò — відповідно, дублон. Багатофункціональний Fiat Doblò є одним з найуспішніших комерційних автомобілів у модельному ряді Fiat, з початку його виробництва в 2000 році. Doblò дуже раціональний і неймовірно гнучкий в експлуатації. Автомобіль випускають у двох базових комплектаціях (SX і ESX) і в декількох варіантах кузова, від утилітарного суцільнометалевого фургона Cargo до мікроавтобуса Minibus. Doblò першого покоління був проданий у кількості більше 300000 штук.

### Фейсліфт 2004
Навесні 2004 року модель модернізували. Спадкоємець отримав все нове — новий дизайн, нові двигуни і навіть нові версії. Усе найкраще, що було у Doblò, збереглося і стало ще кращим — величезний обсяг багажника, дуже зручний доступ в салон, здатність витримати велику вагу.
Гама двигунів у 2004 році була оновлена - бензинові 1,2 л 8V у версіях 8V (65 к.с., 102 НБМ) або 16V (80 к.с., 118 Нм) або 1,6 л 16V (103 к.с., 145 Нм) на бензині чи газі залишилися без змін, 63-сильний дизель змінив новий сучасний мотор з турбонадувом 1,3 л R4 16V (70 к.с., 180 Нм), а 1,9-літровий турбодизель JTD став розвивати 105 к.с. і 200 Нм. У оснащення входить гідропідсилювач, ABS, кондиціонер і аудіосистема з CD.
Зовнішність Doblò відповідає останнім віянням моди. Передня частина створює враження потужності і енергії. Сучасні фари, V-подібний дизайн решітки радіатора надають автомобілю елегантний вигляд. Дизайн задньої частини виконаний новаторськи: двоколірні розсіювачі задніх фар, новий задній бампер з широкими бічними смугами, що забезпечують додатковий захист.
Doblò вражає великою кількістю варіантів і високим рівнем безпеки.
Високий кузов (1800 мм) і зсувні бічні двері забезпечують максимальну місткість і легкість посадки. А завдяки прекрасній оглядовості і відмінній керованості водій завжди може контролювати ситуацію на дорозі. Двоколірна панель приладів, ручка перемикання передач на центральній консолі і ергономічні сидіння забезпечують максимальний комфорт та безпеку водія і пасажирів.
У звичайному стані багажний об'єм становить 750 літрів, а якщо скласти задні сидіння, то об'єм багажного відсіку зростає до 3000 літрів.
Останнє покоління Doblò отримало і версію з подовженою колісною базою, відому як MAXI, — вона на 38 см довша від звичайних. Максимальне завантаження такого автомобіля — 850 кг разом з водієм. Ще одна версія — 5-місцевий Combi. Всі версії доступні в 12 кольорах, 8 з яких — металік, і з широким списком базового і опціонального обладнання, включаючи систему Bluetooth і супутникову протиугінну систему.
Модернізована версія Fiat Doblò була визнана кращим легким комерційним автомобілем року — 2006 (Van of the Year 2006). Члени журі особливо відзначили такі переваги Fiat Doblò Cargo, як найбільший в класі навантажувальний простір, високу вантажопідйомність, комфорт, ергономіку, а також високоефективні силові установки і розширену функціональність.

### Двигуни

#### Бензинові
| Двигун  | Позначення двигуна | Об'єм см³ | Потужність к.с. (кВт) при об/хв | Крутний момент Нм при об/хв | Розміщення і кількість циліндрів | Клапанний механізм/ Кількість клапанів | Витрата пального (л/100 км) місто/шосе/середня |
| ------- | ------------------ | --------- | ------------------------------- | --------------------------- | -------------------------------- | -------------------------------------- | ---------------------------------------------- |
| 1.2 8V  | 223A5000           | 1242      | 65 (47,5)/5500                  | 102/3500                    | Р4                               | OHC/8                                  | 9,8/6,5/7,7                                    |
| 1.4 8V  | 350A1000           | 1368      | 77 (57)/6000                    | 115/3000                    | Р4                               | OHC/8                                  | 9,2/6,3/7,4                                    |
| 1.6 16V | 182B6000           | 1596      | 103 (76)/5750                   | 145/4000                    | Р4                               | DOHC/16                                | 11,1/7,2/8,6                                   |
| 1.6 CNG | 182B6000           | 1596      | 103 (76)/5750 [92 (68)/5750]    | 145/4000 [130/4000]         | Р4                               | DOHC/16                                | 11,9/7,6/9,2 [8,2/5,2/6,3]                     |

- В квадратних дужках наведені дані для двигуна, який працює на метані, витрати пального показано в кг/100 км.

#### Дизельні
| Двигун           | Позначення двигуна | Об'єм см³ | Потужність к.с. (кВт) при об/хв | Крутний момент Нм при об/хв | Розміщення і кількість циліндрів | Клапанний механізм/ Кількість клапанів | Витрата пального (л/100 км) місто/шосе/середня |
| ---------------- | ------------------ | --------- | ------------------------------- | --------------------------- | -------------------------------- | -------------------------------------- | ---------------------------------------------- |
| 1.3 Multijet     | 188A9000           | 1248      | 70 (51)/4000                    | 180/1750                    | Р4                               | DOHC/16                                | 6,7/4,9/5,5                                    |
| 1.3 Multijet 75  | 199A2000           | 1248      | 75 (55)/4000                    | 190/1750                    | Р4                               | DOHC/16                                | 6,5/4,7/5,4                                    |
| 1.3 Multijet 85  | 233A9000           | 1248      | 85 (62)/4000                    | 200/1750                    | Р4                               | DOHC/16                                | 6,7/4,8/5,5                                    |
| 1.9 D            | 223A6000           | 1910      | 63 (46)/4500                    | 118/2500                    | Р4                               | OHC/8                                  | 9,9/6,5/7,7 (9,2/6,0/7,2)                      |
| 1.9 JTD 100      | 223A7000           | 1910      | 100 (74)/4000                   | 205/1750                    | Р4                               | OHC/8                                  | 7,5/4,8/5,8                                    |
| 1.9 JTD 100      | 223B2000           | 1910      | 100 (74)/4000                   | 200/1750                    | Р4                               | OHC/8                                  | 7,5/4,8/5,8                                    |
| 1.9 Multijet 105 | 223B1000           | 1910      | 105 (77)/4000                   | 205/1750                    | Р4                               | OHC/8                                  | 7,5/4,8/5,8                                    |
| 1.9 Multijet 120 | 186A9000           | 1910      | 120 (88)/4000                   | 200/1750                    | Р4                               | OHC/8                                  | 7,5/5,2/6,1                                    |

### Безпека
За результатами краш-тесту проведеного в 2004 році за методикою Euro NCAP Fiat Doblò отримав три зірки за безпеку. При цьому за захист пасажирів він отримав 23 бали, за захист дітей 34 бали, а за захист пішоходів 1 бал.
| Euro NCAP | Рейтинг   |
| --------- | --------- |
| Пасажири: | 3/5 зірок |
| Діти:     | 3/5 зірок |
| Пішоходи: | 1/4 зірки |

## Друге покоління (2010-наш час)

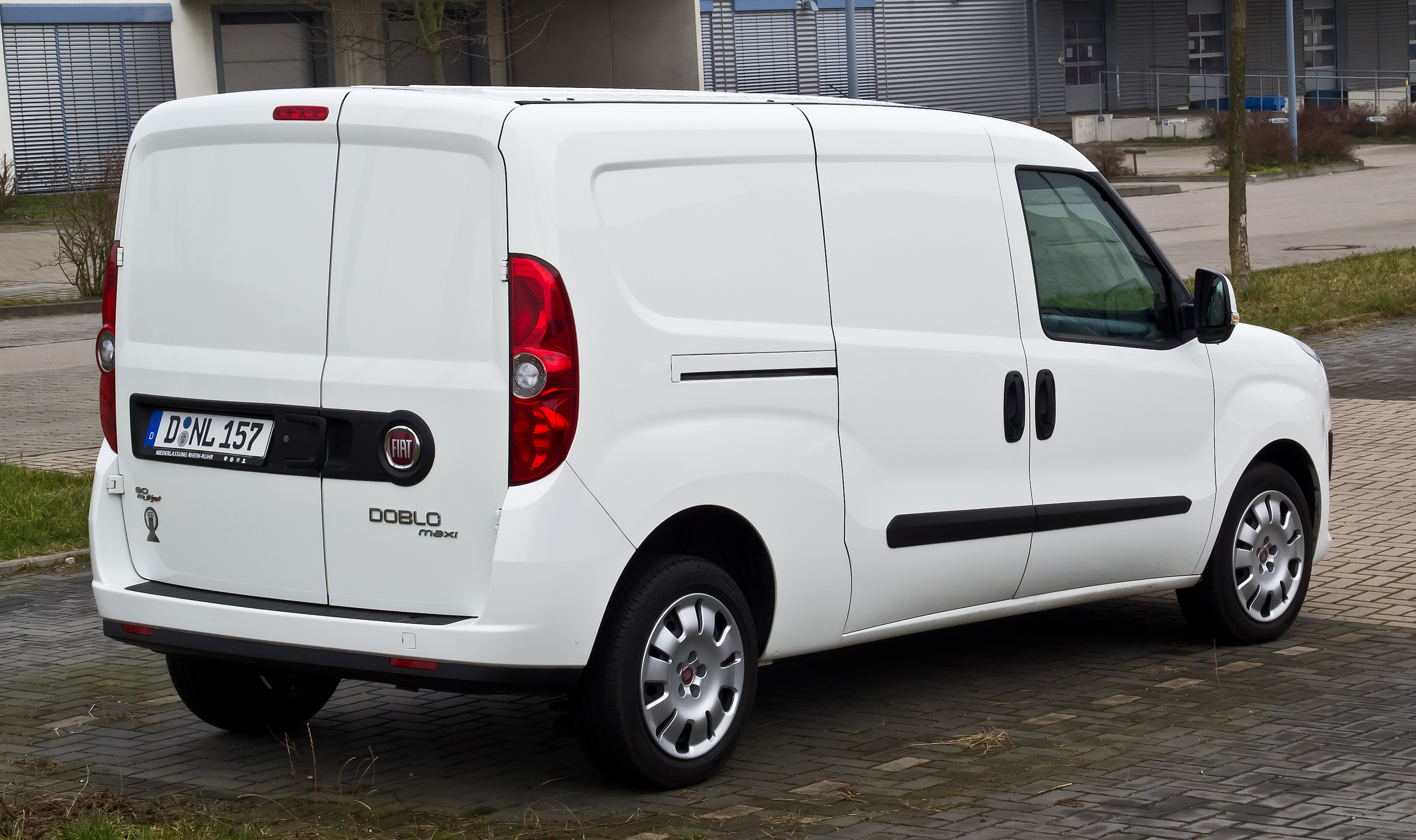
Fiat Doblò II Cargo Maxi

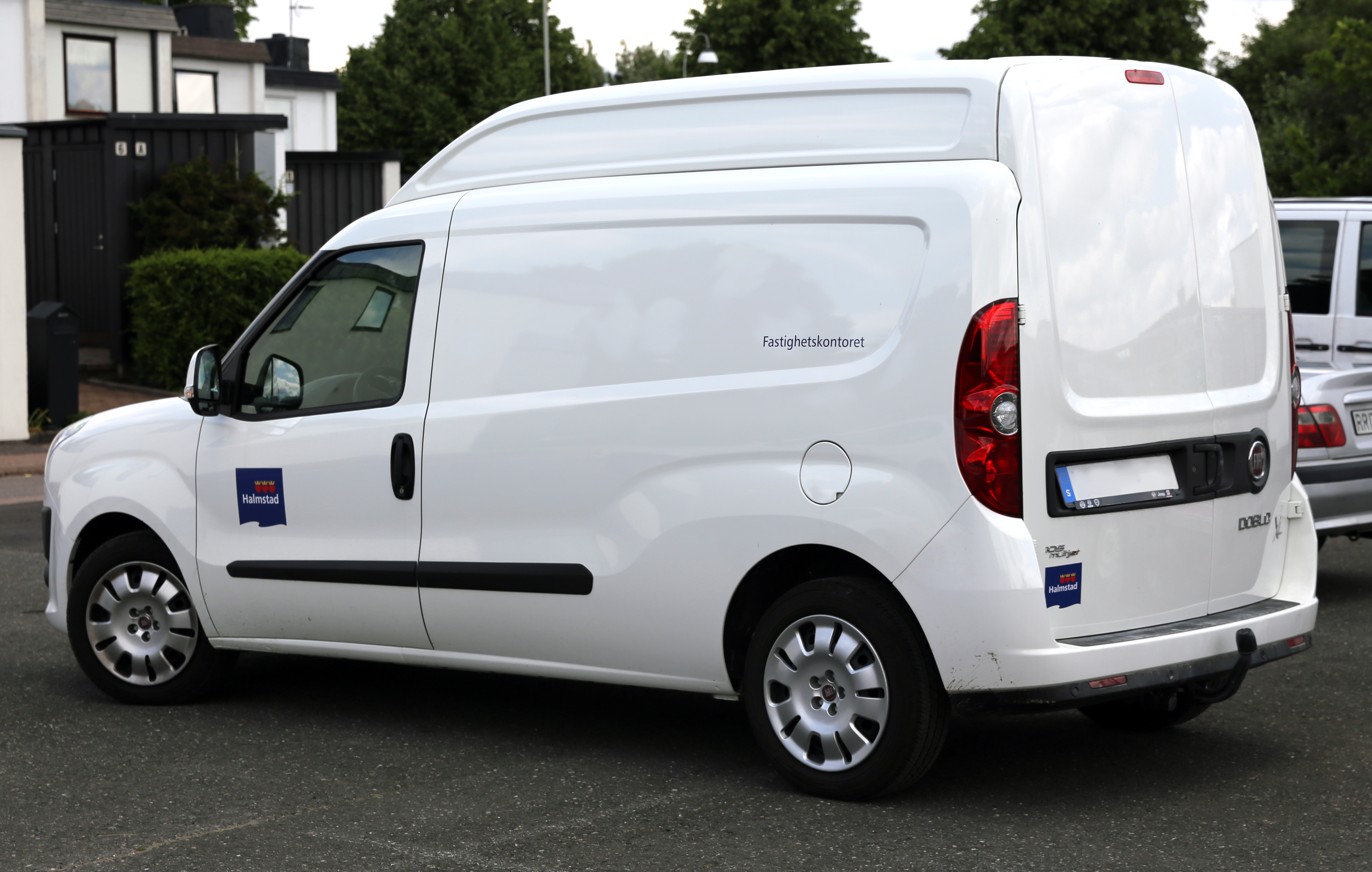
Fiat Doblò II Cargo XL

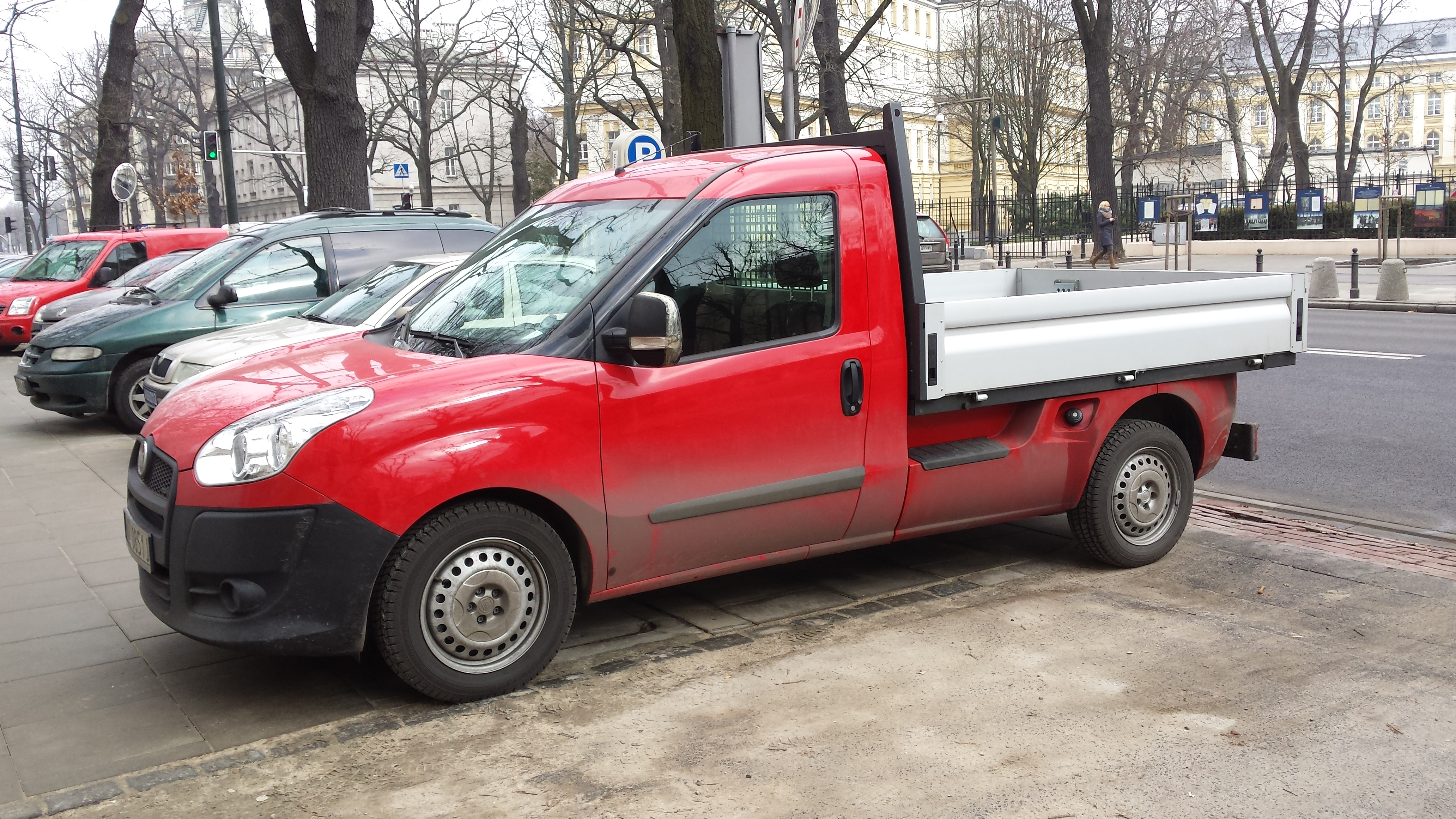
Fiat Doblò II

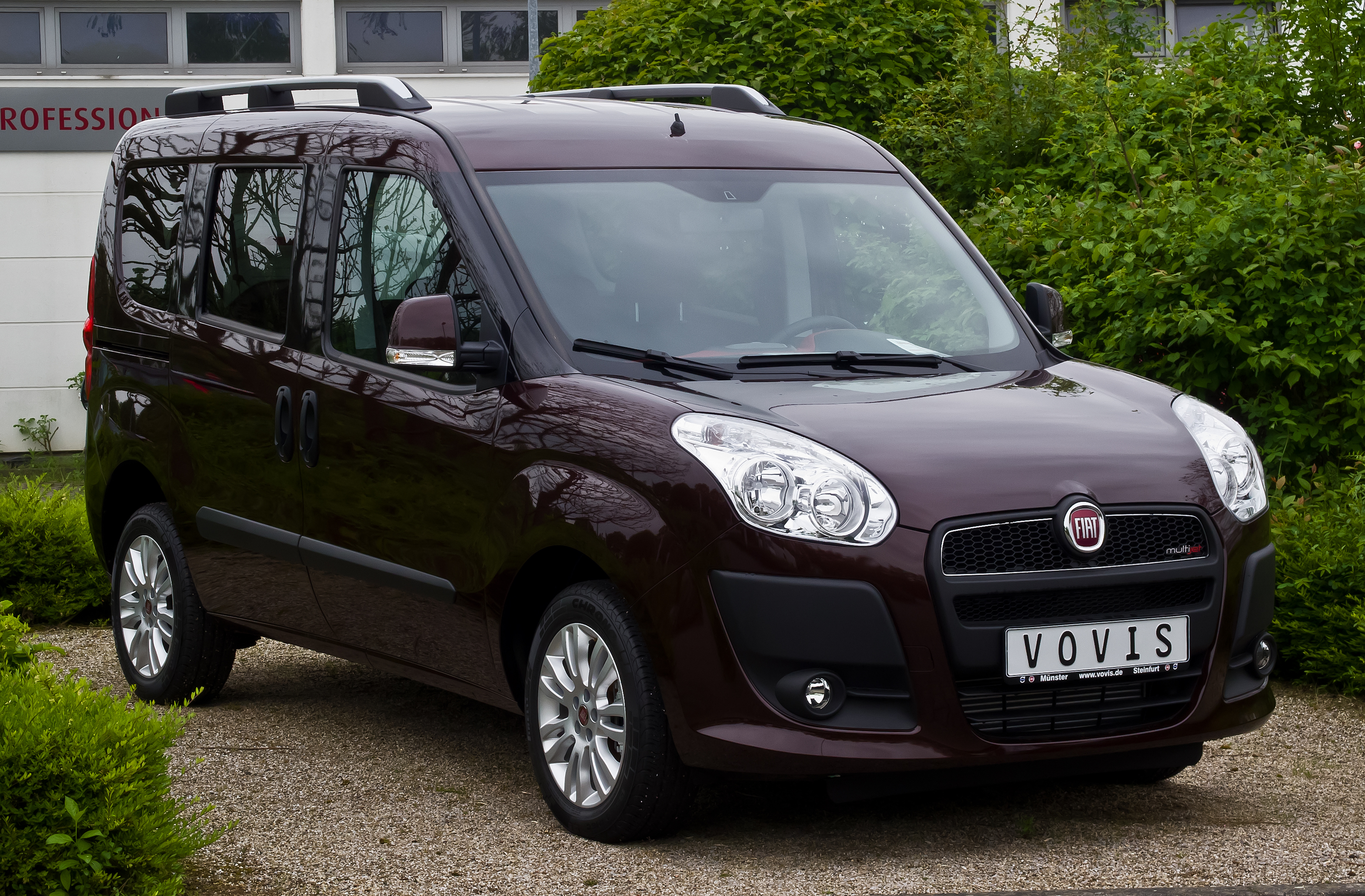
Fiat Doblò II

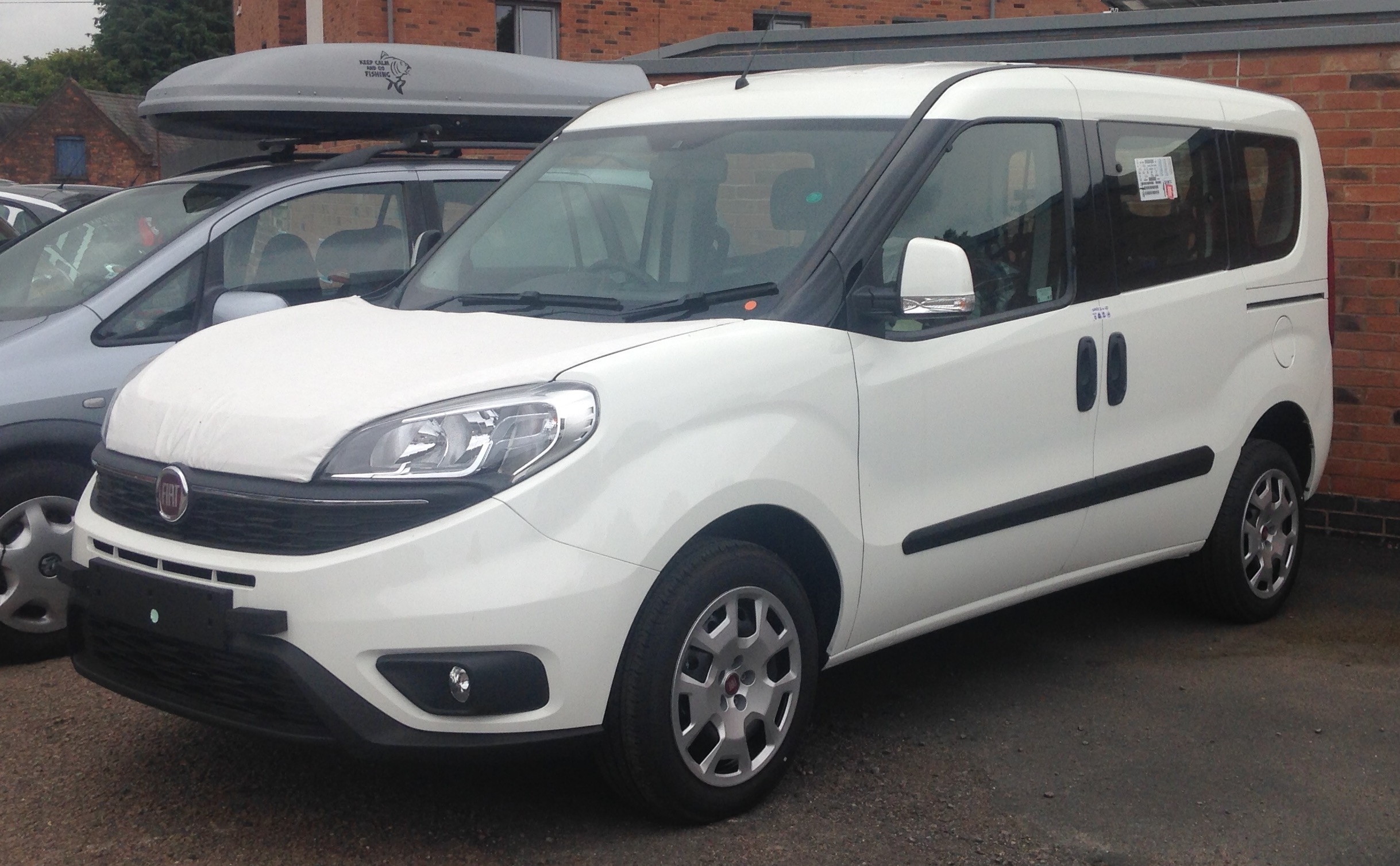
Fiat Doblò II (з 2015)

Друге покоління Fiat Doblò представлене в листопаді 2009 року. Світова прем'єра відбулась на Женевському автосалоні 2010 року.
Нове покоління виготовляється у вигляді вантажного фургона і пасажирського мінівена. Новий Doblò виготовляється в Туреччині на заводі Tofas. В кінці 2011 року представлений брат-близнюк Opel Combo D, який відрізняється Doblò II іншими бамперами і решіткою радіатора.
Фургони Doblò II існують з двома розмірами колісної бази і двома варіантами висоти даху. Вантажопідйомність становить до однієї тонни корисного навантаження, корисний об'єм від 3,8 м3 на автомобілі до 4,6 м3. Пасажирський варіант пропонується з п'ятьма або сімома посадочними місцями.
В листопаді 2011 року почалися продажі пікапа Fiat Doblo WorkUp.
В кінці 2014 року в США дебютує брат-близнюк Ram Promaster City.
З 2015 року виготовляється модернізована модель, з новою оптикою, решіткою радіатора, бамперами та оснащенням та новими двигунами. Зовнішній вигляд автомобіля створений відповідно до італійських тенденцій автомобільного дизайну. Передня частина мінівена досить виразна і харизматична. Сучасні фари, та решітка радіатора, схожа на посмішку, акцентують увагу на екстер'єрі. Задня частина була доповнена розсіювачами задніх фар і широкими бічними накладками, що грають роль додаткового захисту кузова. Габарити пасажирського Добло дорівнюють: довжина — 1845 мм, ширина — 1832 мм, висота — 1845 мм, колісна база — 2755 мм. 

### Doblò EV
В 2010 році в Туреччині представлено електричну версію під назвою Fiat Doblò EV, яка розроблена за участю заводу Tofaş.

### Двигуни

#### Бензиновий
| Двигун  | Об'єм см³ | Потужність к.с. (кВт) при об/хв | Крутний момент Нм при об/хв | Розміщення і кількість циліндрів | Клапанний механізм/ Кількість клапанів | Розгін (с) 0-100 км/год | Максимальна шидкість км/год | Витрата пального (л/100 км) місто/шосе/середня |
| ------- | --------- | ------------------------------- | --------------------------- | -------------------------------- | -------------------------------------- | ----------------------- | --------------------------- | ---------------------------------------------- |
| 1.4 16V | 1368      | 95 (70)/6000                    | 127/4500                    | Р4                               | DOHC/16                                | 15,4                    | 161                         | 9,3 / 5,9 / 7,2                                |

#### Дизельні
| Двигун       | Об'єм см³ | Потужність к.с. (кВт) при об/хв | Крутний момент Нм при об/хв | Розміщення і кількість циліндрів | Клапанний механізм/ Кількість клапанів | Розгін (с) 0-100 км/год | Максимальна шидкість км/год | Витрата пального (л/100 км) місто/шосе/середня |
| ------------ | --------- | ------------------------------- | --------------------------- | -------------------------------- | -------------------------------------- | ----------------------- | --------------------------- | ---------------------------------------------- |
| 1.3 Multijet | 1248      | 90 (66)/4000                    | 200/1750                    | Р4                               | DOHC/16                                | 14,9                    | 156                         | 6,0 / 4,3 / 4,9                                |
| 1.6 Multijet | 1598      | 105 (77)/4000                   | 290/1500                    | Р4                               | DOHC/16                                | 13,4                    | 164                         | 6,1 / 4,7 / 5,2                                |
| 2.0 Multijet | 1956      | 135 (99)/3500                   | 320/1500                    | Р4                               | DOHC/16                                | 11,3                    | 179                         | 6,7 / 5,1 / 5,7                                |

#### Газовий
| Двигун                  | Об'єм см³ | Потужність к.с. (кВт) при об/хв | Крутний момент Нм при об/хв | Розміщення і кількість циліндрів | Клапанний механізм/ Кількість клапанів | Розгін (с) 0-100 км/год | Максимальна шидкість км/год | Витрата пального (л/100 км) місто/шосе/середня |
| ----------------------- | --------- | ------------------------------- | --------------------------- | -------------------------------- | -------------------------------------- | ----------------------- | --------------------------- | ---------------------------------------------- |
| 1.4 T-JET Natural Power | 1368      | 120 (88)/5000                   | 206/2000                    | Р4                               | DOHC/16                                | 12,3                    | 172                         | 8,9 / 5,5 / 6,7                                |

## Третє покоління (K9; 2022-наш час)

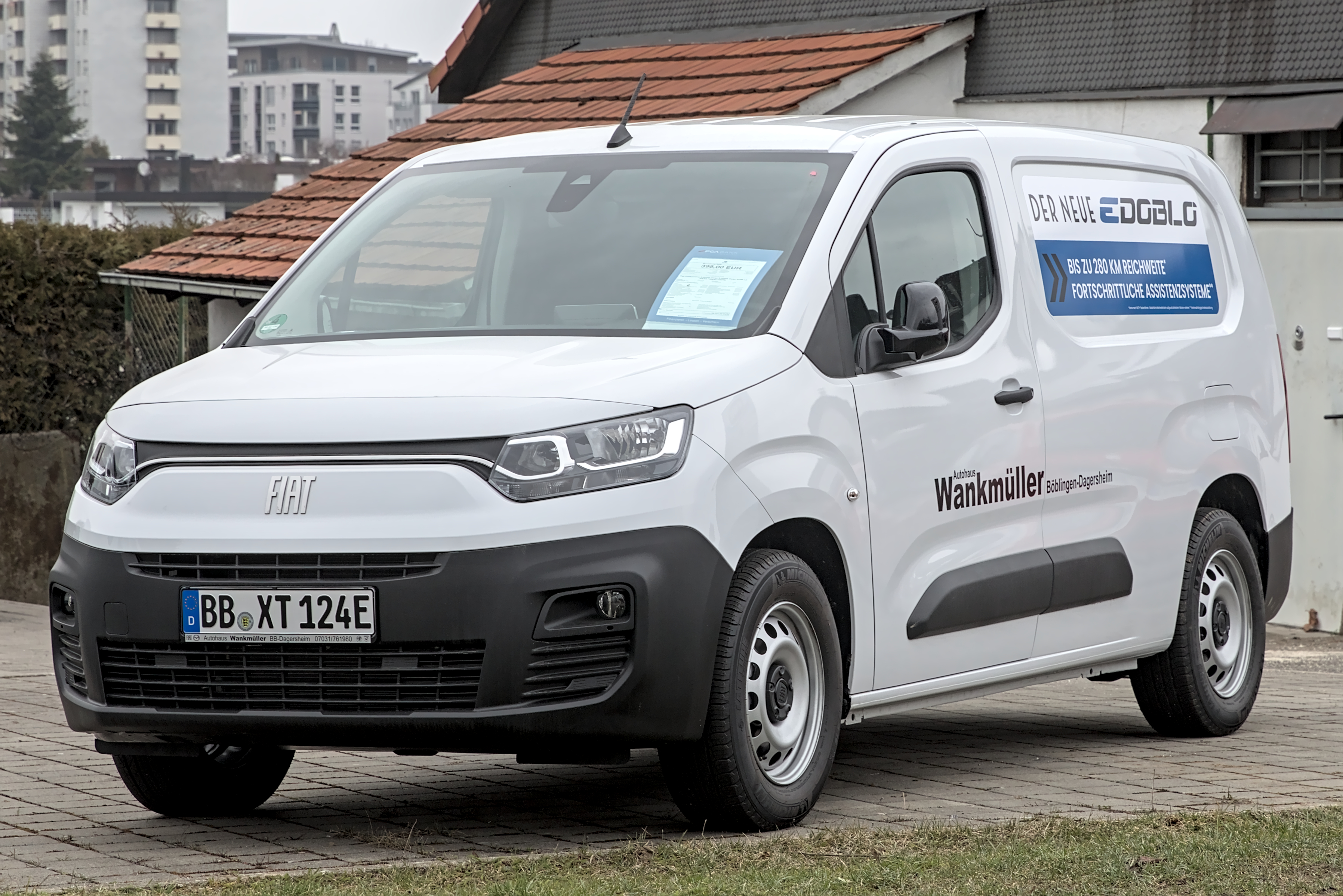
Fiat E-Doblò (2022-2024)

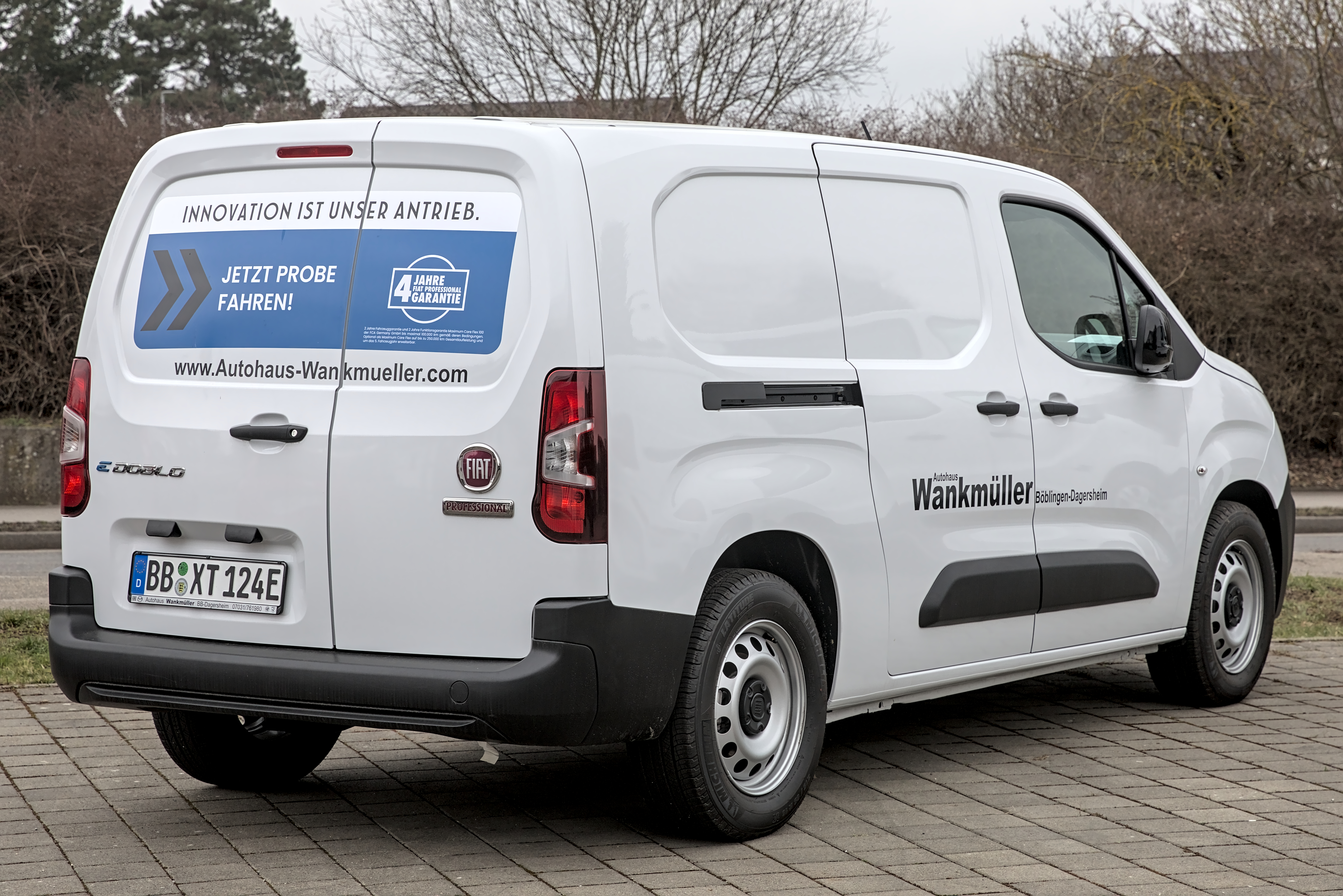
Fiat E-Doblò

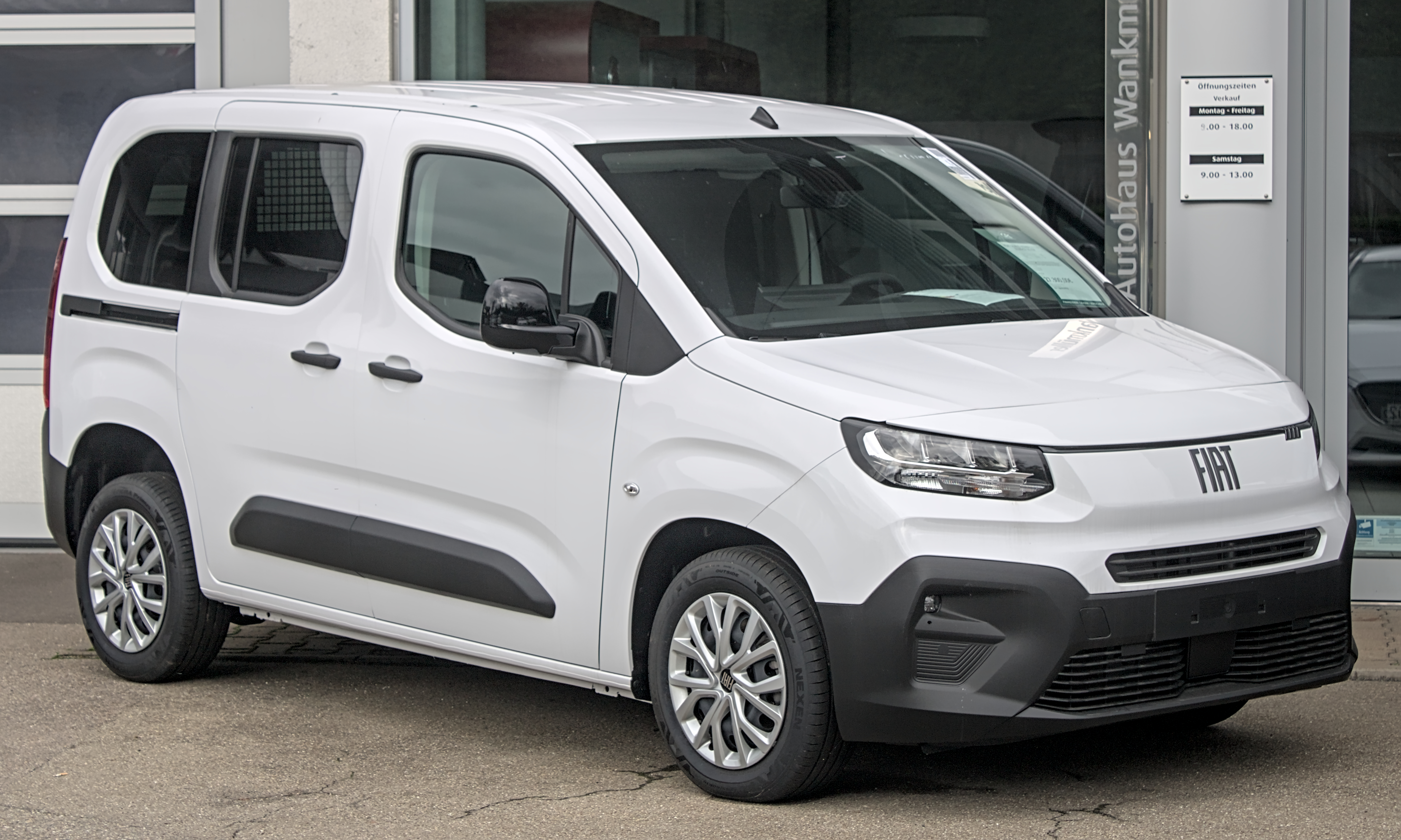
Fiat Doblò ІІІ (з 2024)

Після злиття Fiat Chrysler Automobiles і PSA з утворенням групи Stellantis на початку 2021 року третє покоління Doblò стало майже ідентично за конструкцією моделям Citroën Berlingo, Opel Combo, Peugeot Rifter або Partner і Toyota Proace City. на базі платформи EMP2. Модель була представлена в червні 2022 року. Варіант автомобіля, який продається як Fiat, пропонується лише як електрична версія E-Doblò. Варіант комерційного автомобіля від Fiat Professional також доступний з бензиновим і дизельним двигуном. Виробництво у Віго, Іспанія.

### E-Doblò
E-Doblò оснащений тією ж трансмісією, що й більший E-Scudo, включаючи електричний тяговий двигун, який розвиває 136 к.с. (100 кВт) і 260 Нм крутного моменту, а також високовольтну літій-іонну батарею. потужністю 50 кВт-год. Це дає ë-Berlingo запас ходу 280 км за їздовим циклом WLTP. Стандартний бортовий зарядний пристрій має максимальну вхідну потужність 7,4 кВт (змінний струм); його можна оновити до 11 кВт (змінного струму) та 100 кВт (постійного струму).

### Двигуни

#### Бензинові
| Двигун           | Об'єм см³ | Потужність к.с. при об/хв | Крутний момент Нм при об/хв | Розміщення і кількість циліндрів | Клапанний механізм/ Кількість клапанів | Розгін (с) 0-100 км/год | Максимальна шидкість км/год | Витрата пального (л/100 км) місто/шосе/середня | Роки виробництва |
| ---------------- | --------- | ------------------------- | --------------------------- | -------------------------------- | -------------------------------------- | ----------------------- | --------------------------- | ---------------------------------------------- | ---------------- |
| 1.2 PureTech 110 | 1199      | 110/5500                  | 205/1500                    | I3                               | DOHC/12                                |                         |                             |                                                | з 2022           |

#### Дизельні
| Двигун          | Об'єм см³ | Потужність к.с. при об/хв | Крутний момент Нм при об/хв | Розміщення і кількість циліндрів | Клапанний механізм/ Кількість клапанів | Розгін (с) 0-100 км/год | Максимальна шидкість км/год | Витрата пального (л/100 км) місто/шосе/середня | Роки виробництва |
| --------------- | --------- | ------------------------- | --------------------------- | -------------------------------- | -------------------------------------- | ----------------------- | --------------------------- | ---------------------------------------------- | ---------------- |
| 1.5 BlueHdi 100 | 1499      | 100/3500                  | 250/1750                    | I4                               | DOHC/16                                |                         |                             |                                                | з 2022           |
| 1.5 BlueHdi 130 | 1499      | 130/3750                  | 300/1750                    | I4                               | DOHC/16                                |                         |                             |                                                | з 2022           |